# مفزين (خولان)

تعديل مصدري - تعديل

مفزين هي إحدى قرى عزلة بني شداد بمديرية خولان التابعة لمحافظة صنعاء، بلغ تعداد سكانها 728 نسمة حسب تعداد اليمن لعام 2004.